# Wilhelm Löhe

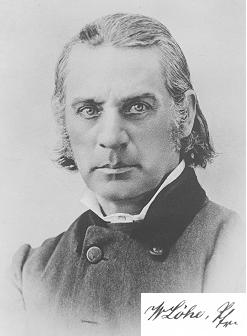
Wilhelm Löhe

Johann Konrad Wilhelm Löhe, född 21 februari 1808 i Fürth, död 2 januari 1872 i Neuendettelsau, var en tysk luthersk teolog och kyrkoman.
Löhe studerade i Erlangen och blev 1837 kyrkoherde i Neuendettelsau, Bayern, där han var verksam fram sin död. Hans prästerliga verksamhet sträckte sig långt utanför Bayerns gränser. I Neuendettelsau bildade han föreningar och institutioner för utsändandet av lärare åt de tysk-lutherska församlingarna i Nordamerika, för främjandet av den inre missionen och för diakonissutbildning samt utgav även ett stort antal värdefulla skrifter av övervägande pastoralteologiskt och liturgiskt innehåll. Mest betecknande för hans kyrkliga åskådning är hans också till svenska översatta Drei Bücher von der Kirche (1845; "Tre böcker om kyrkan", 1846) samt Aphorismen über die neutestamentlichen Ämter und ihr Verhältnis zur Gemeinde (1849). Löhes syn på kyrka och bekännelse bildar en enhet. Gudstjänsten har enligt honom inte bara en intellektuell sida, utan också en emotionell. Det är inte bara fråga om pedagogisk undervisning utan också om bön och tillbedjan. I tal och sång skall församlingen möta Gud i gudstjänsten och i gudstjänsten kommer Gud dem till mötes i Ordet och nattvarden. Löhe har karaktäriserats som en sakramentslutheran, där dopet och nattvarden stod i centrum. Han tog avstånd från den tyska unionen mellan lutherska och reformerta kyrkor och en sådan kom heller inte till stånd i Bayern. Han stod i kontakt med flera svenska kyrkoledare, bl.a. liturgikern Uddo Lechard Ullman och har genom honom påverkat utvecklingen i Sverige.. Mer än många andra har han aktivit bidragit till de lutherska kyrkornas liturgiska utveckling i allmänkyrklig riktning under 1800-talets slut och 1900-talets början och han är alltså en av de indirekta inspiratörerna också till den Svenska kyrkans liturgiska förnyelsearbete under 1900-talet.